# Myogenèse
La myogenèse (du grec myo « muscle » et genesis « naissance ») est un phénomène biologique qui conduit à la formation des tissus musculaires. Elle a d'abord lieu lors du développement de l'embryon, puis lors de certains phénomènes de réparation (après un dommage musculaire par exemple).

## Mécanismes biologiques
La myogenèse fait intervenir 
- des facteurs de croissance : FGF (Fibroblast Growth Factor) et TGF (Transforming Growth Factor),
- des facteurs de transcription spécifiques du muscle (MRF, myogenic regulatory factor)
- les facteurs MEF (Myocyte Enhance Factor).

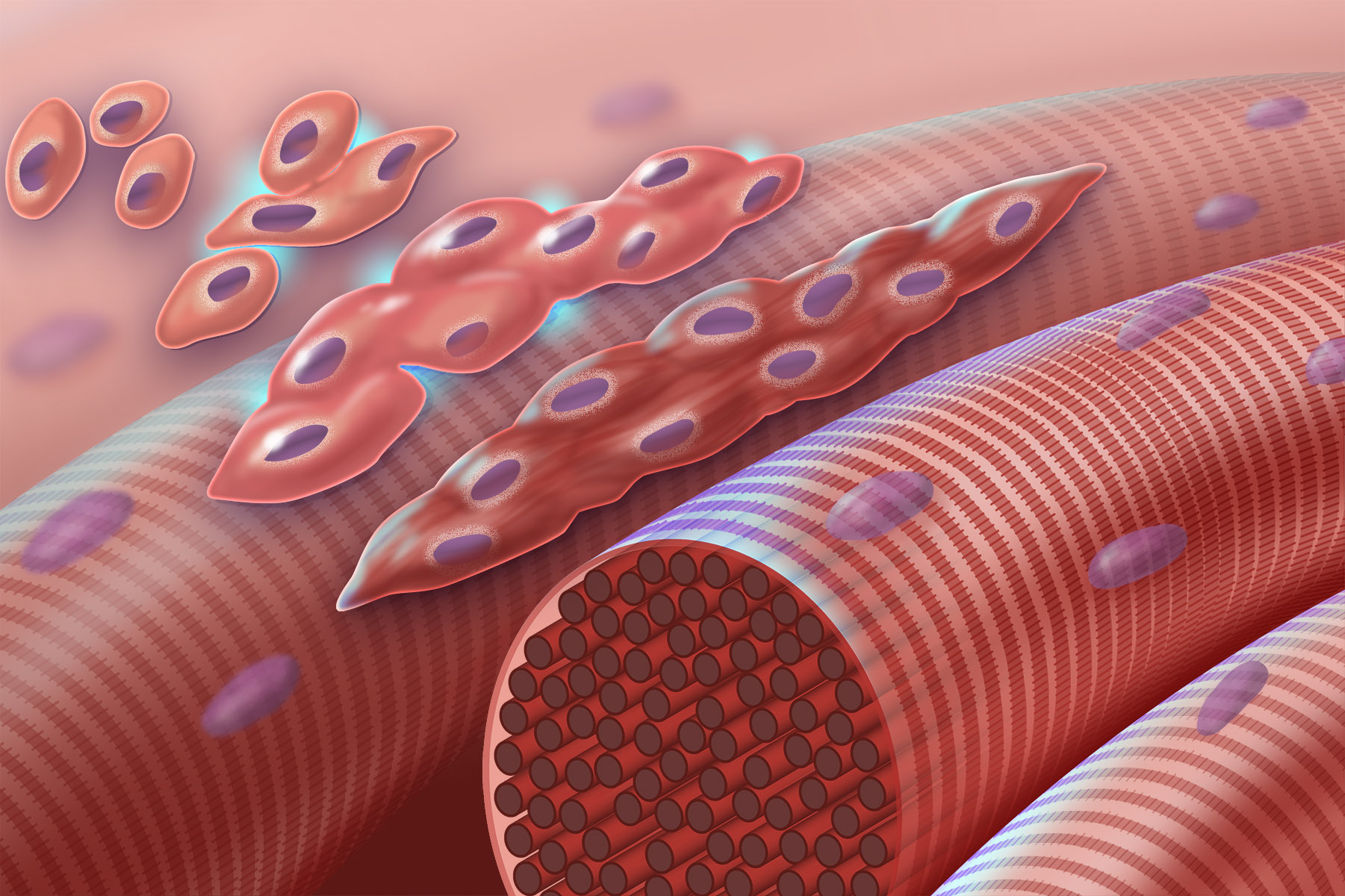
Fusion des myoblastes lors de la myogenèse.

Le phénomène comporte plusieurs étapes :
1. Les cellules somitiques prolifèrent puis se déterminent en myoblastes sous l'influence des MRF MyoD et Myf5 ;
2. Les myoblastes prolifèrent sous l'influence du FGF et du TGF ;
3. Lorsque les facteurs de croissance viennent à manquer, et sous l'influence de p21, les myoblastes stoppent leur cycle cellulaire et commencent à migrer et à s'aligner les uns par rapport aux autres. La migration de ces cellules implique notamment les calpaïnes ;
4. Une fois les myoblastes alignés, des pores de fusion se forment dans leur membrane plasmique puis s'agrandissent, conduisant à la fusion de ces cellules pour former un syncitium plurinucléé appelé myotube. La fusion est induite par la myogénine (MRF) ;
5. Puis, lors de la différenciation tardive et sous l'influence de MRF4, les myotubes se différencient et se réorganisent en fibres musculaires (organisation des myofibrilles, réorganisation du cytosquelette, relocalisation des noyaux en périphérie).

Le tissu musculaire ainsi formé comporte également des myoblastes appelés cellules satellite. Ces cellules localisées à la périphérie des fibres musculaires interviennent lors de la réparation des tissus musculaires. 

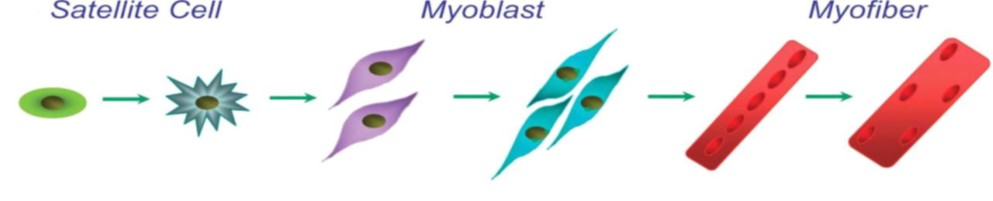
Myogenèse (cellules satellites > myoblastes > fibre musculaire).

### Rôle des macrophages
Les macrophages jouent un rôle important lors des processus de régénération (in vivo) et montrent in vitro un impact sur la croissance des cellules myogéniques au travers d'effets mitogéniques et antiapoptotiques. Mais ces effets sont « versatiles » et peuvent se manifester de manière opposée selon leur mode d'action ou état d'activation.
En temps normal, dans les muscles squelettiques blessés, ils  présentent des profils inflammatoires, exercent une phagocytose et une stimulation de la myogenèse et de la vitesse de croissance des fibres musculaires.